# ويليام رايلي دونهام
ويليام رايلي دونهام (بالإنجليزية: William Riley Dunham)‏ هو سياسي أمريكي، ولد في 1856، وتوفي في 1921. حزبياً، نشط في الحزب الديمقراطي. وقد انتخب عضو مجلس نواب إنديانا.